# De zaaier (Van Gogh)
De zaaier is een schilderij van de Nederlandse schilder Vincent van Gogh. Hij schilderde het werk in 1888 in olieverf op doek en het meet circa 64 bij 80 cm.
In dit werk voegt Van Gogh de spirituele kracht en eenvoud van Millet samen met het colorisme van Delacroix; beide schilders waren grote voorbeelden voor Van Gogh.
Het merkwaardige feit dat het schilderij een bezigheid toont die nogal onzinnig is midden in de zomer, maakt duidelijk dat het niet slechts een observatie van de natuur betreft, maar een grootser idee uitbeeldt. Hetzelfde geldt voor de reusachtige zon die in het midden van de horizon achter het graanveld zakt, en voor de figuur van de zaaier die een directe bewerking van de boer van Millet voorstelt.